# Гуска (герб)
Гуска (Ансер (з латини - Гусак), Будзіш, Папарона, пол. Gąska, Anser, Budzisz, Paparona) — шляхетський герб італійського походження.

## Опис герба
У блакитному полі срібний гусак, що сидить на зеленій траві. Клейнод: п'ять страусиних пір'їн. Намет блакитний, підбитий сріблом.

## Найдавніші згадки
Найстаріший запис від 1402 року, найстаріша печатка від 1501 року.

## Історія
Дана гербова емблема бере свій початок, згідно переказів, від капітолійських гусей, врятувавших Рим під час облоги його галлами (сенонами). В XIV столітті цей герб приніс в Польщу італієць Мамфіоль, незабаром він швидко поширився серед місцевої шляхти (порівн. герб Лебідь).

## Роди
Авдзевичі (Audziewicz, Awdziewicz).
Більдзешевські (Bildzieszewski), Будашевські (Budaszewski), Будзиловичі (Будиловичі) (Budziłowicz), Будзіші (Будзиші) (Budzisz), Будзішевські (Budziszewski), Будзьки (Будьки) (Budźko), Будзьковські (Budźkowski), Буйновські (Bujnowski), Бурихи (Burych), Бурі (в одн. Бурий) (Bury) Бучеки (Buczek).
Вадорацькі (Wadoracki), Водзінецькі (Wodziniecki), Водзірацькі (Wodziracki), Воюцькі (Wojucki), Вощенки (Woszczenko), Вуйдзини (Wuydzyn).
Галіни (Galin), Ганашевські (Hanaszewski), Горлішевські (Gorliszewski), Гуски (Ґонски) (Gąska). 
Давибінські (Dawibiński) (чи Дрвибінські (Drwibiński)), Дружбинські (Drużbiński).
Жекецькі (Ржекецькі) (Rzekiecki), Жекоцькі (Ржекоцькі) (Rzekocki). 
Заборовські (Zaborowski).
Калувури (Kałuwur), Камьономойські (Kamionomojski). 
Ліхавські (Лихавські) (Lichawski), Ліховські (Лиховські) (Lichowski).
Неводські (Niewodzki), Ненідські (Nienidzki).
Папари (Papara), Па(р)жинчевські (Parzynczewski), Па(р)жневські (Parzniewski), Па(р)жнічевські (Parzniczewski), Па(р)жньовські (Parzniowski), Парницькі (Parnicki), Парпури (Parpura), Пневські (Пнівські) (Pniewski), Пстроконські (Pstrokoński). 
Равілі (в одн. Равіль) (Rawil), Ратинські (Ratyński), Ровинські (Ровінські) (Rowiński).
Святловські (Światłowski), Спирни (Spyrn).
Тшебіцькі (Требицькі, Тржебицькі) (Trzebicki).
Ходовські (Chodowski), Ходубські (Chodubski), Ходуські (Choduski), Холодовські (Chołodowski). 
Шидловські (Szydłowski).
Ярогловські (Jarogłowski), Яхлицькі (Jachlicki), Ячиці (в одн. Ячиць) (Jaczyc).